# Julián Navarro
Julián Navarro (Buenos Aires, febrero de 1777 - Santiago de Chile, septiembre de 1854) fue un sacerdote católico argentino que tuvo una importante participación en apoyo de la guerra de independencia de la Argentina. Posteriormente se instaló en Santiago de Chile, donde dirigió el seminario diocesano y actuó brevemente en política.

## Biografía
Se graduó en cánones en la Universidad de Córdoba y se ordenó sacerdote en 1802.
Fue capellán de la expedición de Tomás de Rocamora a la Banda Oriental, donde conoció al futuro caudillo José Artigas, del que se consideraba amigo. Más tarde fue párroco de Concepción del Uruguay. Tras un corto paso por la parroquia de Morón y la del Pilar, en Buenos Aires, en el año 1809 fue nombrado cura párroco de la villa de Rosario de Santa Fe.
Apoyó la Revolución de Mayo y ayudó a la campaña al Paraguay del general Manuel Belgrano y la campaña naval del capitán Juan Bautista Azopardo. En febrero de 1812 bendijo la ceremonia del primer izamiento de la Bandera Argentina. Un año más tarde, asistió al coronel José de San Martín y a su Regimiento de Granaderos a Caballo antes, durante y después de la Batalla de San Lorenzo, apoyando sus actividades y cuidando a los heridos de ambos bandos. En su informe a sus superiores, San Martín declaraba estar impresionado por la actividad del cura.
En febrero de 1814 pasó como párroco a San Isidro. Más tarde hizo un viaje a Chile, y a su regreso fue nombrado cura adjunto de la Catedral de Buenos Aires.
En 1817 participó en la campaña de San Martín a Chile, como capellán general del Ejército de los Andes. Asistió a los heridos en las batallas de Chacabuco y en Maipú. Obtuvo un lugar en el cabildo de la Catedral de Santiago de Chile y tuvo una importante actuación en el  clero chileno. En 1819  fue nombrado rector del seminario diocesano de esa ciudad. Un conflicto personal con el director Supremo Bernardo O'Higgins lo obligó a emigrar a Buenos Aires.
Regresó a Chile en 1824, y fue diputado nacional por el partido de Benjamín Vicuña Mackenna, de quien era amigo. Por muchos años ejerció cargos en el seminario de Santiago, donde se formaron muchos sacerdotes importantes de Chile y de la Argentina.
Falleció en 1854 en Santiago de Chile.